# Вунк, Мартин
Мартин Вунк (эст. Martin Vunk; 21 августа 1984, Тарту) — эстонский футболист, полузащитник. Выступал за национальную сборную Эстонии.

## Биография

### Клубная карьера
Начал заниматься футболом в родном городе. В 1998 году перешёл в юношескую команду таллинской «Флоры». На взрослом уровне дебютировал в 2000 году в Эсилиге в составе «Лелле», где играл на правах аренды. В 2001 году сыграл первые матчи в высшей лиге в составе «Курессааре», а в 2002 году дебютировал в основной команде «Флоры». С 2005 года был основным игроком «Флоры». По итогам сезона 2008 года признан лучшим игроком чемпионата Эстонии.
В ноябре 2009 года перешёл на правах аренды в шведский клуб «Сюрианска», выступавший в Суперэттан, но основным игроком не был и сыграл только 8 матчей за сезон 2010 года. В январе 2011 года подписал контракт на полтора года с кипрским «Неа Саламина», вышел вместе с клубом из первого дивизиона в высший и сыграл за это время 27 матчей. В июле 2012 года перешёл в греческий клуб первого дивизиона «Панахаики», подписав двухлетний контракт, но провёл в клубе лишь полгода, сыграв восемь матчей.
В начале 2013 года вернулся в Эстонию, выступал за «Калев» (Силламяэ) и «Нымме Калью». В декабре 2014 года подписал контракт с индонезийским «Персиджа Джакарта», но чемпионат Индонезии был приостановлен из-за финансовых трудностей, и футболист, не сыграв ни одного матча, вернулся обратно. С 2015 года играл за «Пярну ЛМ» (с 2017 года переименован в «Вапрус»).
Всего в высшем дивизионе Эстонии сыграл 276 матчей и забил 45 голов.

### Карьера в сборной
Выступал за юношеские и молодёжные сборные Эстонии, начиная с 16 лет.
В национальной сборной дебютировал 27 февраля 2008 года в матче с Польшей, заменив на 67-й минуте Айвара Аннисте. В 2008 году принял участие во всех 14-ти матчах сборной. 6 сентября 2011 года забил свой первый гол за сборную в ворота Северной Ирландии (4:1). Всего за национальную команду в 2008—2014 годах сыграл 67 матчей и забил один гол.

## Достижения
- Чемпион Эстонии (1): 2002
- Серебряный призёр чемпионата Эстонии (2): 2007, 2008
- Бронзовый призёр чемпионата Эстонии (2): 2006, 2013
- Обладатель Кубка Эстонии (2): 2008, 2009
- Обладатель Суперубка Эстонии (1): 2009
- Лучший футболист чемпионата Эстонии: 2008
- Победитель первого дивизиона Швеции (1): 2010